# Ториевая ядерная программа

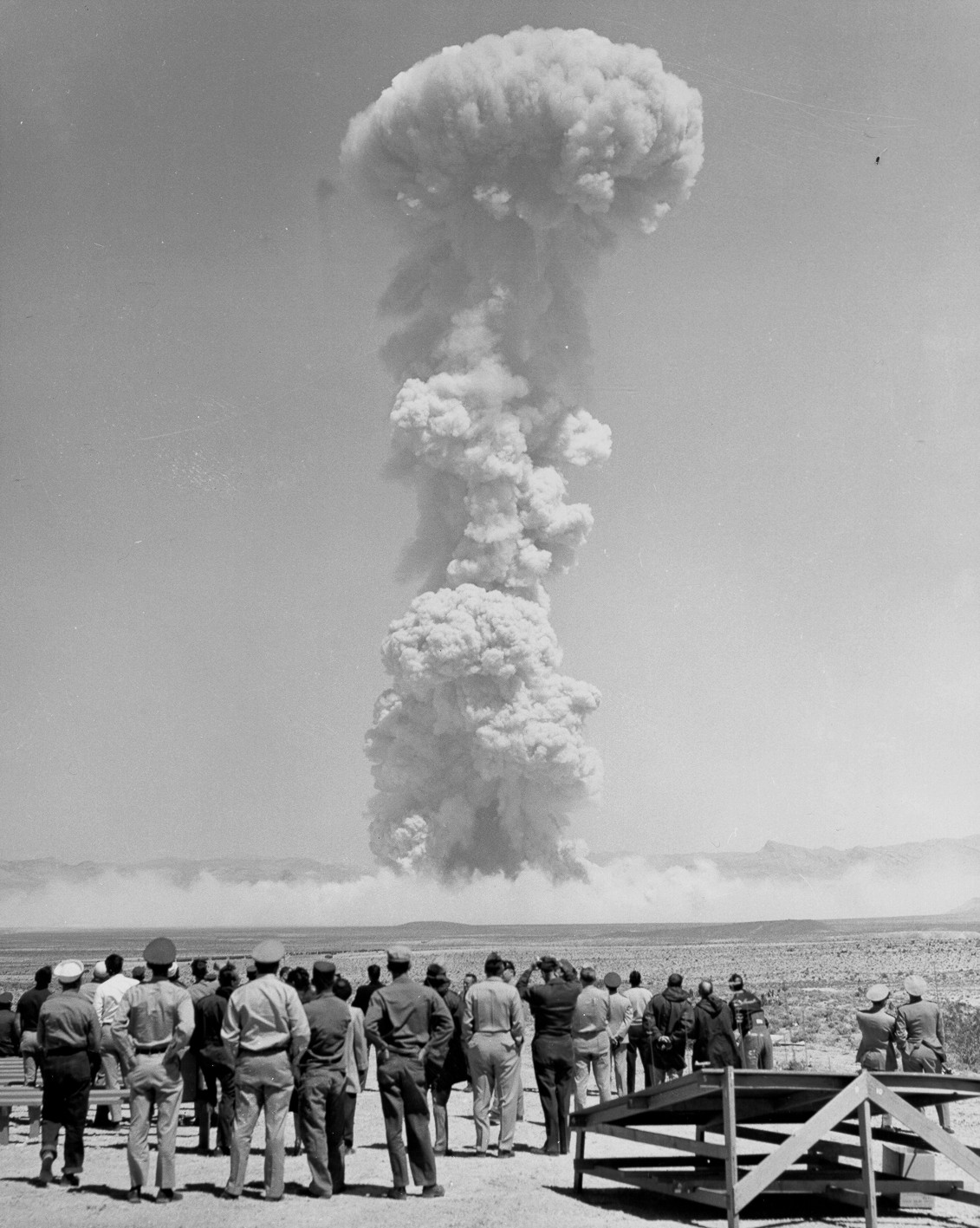
200-метровое облако над территорией Frenchman Flat после взрыва Teapot «MET» 15 апреля 1955 года, 22 кт. Этот снаряд имел сердцевину из урана-233.

Ториевая ядерная программа — ядерная программа, использующая уран-233 в качестве материала изготовления ядерного оружия или топлива ядерных электростанций. Единственным способом получения урана-233 является топливный цикл с применением тория-232, откуда и происходит название программы. Ториевая ядерная программа не имела сколь-либо существенного исторического значения ни в одной из стран мира.

## Технические особенности
Уран-233 получают путём облучения нейтронами тория-232. Превращение происходит по следующей цепочке:
{\displaystyle \mathrm {^{1}_{0}n} +\mathrm {^{232}_{90}Th} \rightarrow \mathrm {^{233}_{90}Th} {\xrightarrow[{22,3\ min}]{\beta ^{-}\ 1,243\ MeV}}\mathrm {^{233}_{91}Pa} {\xrightarrow[{26,967\ d}]{\beta ^{-}\ 0,5701\ MeV}}\mathrm {^{233}_{92}U} .}

## Исторический контекст

### Ядерное оружие
Уран-233, подобно урану-235, имеет относительно низкий темп спонтанного распада, что позволяет использовать уран-233 в боезарядах, реализованных по пушечной схеме.
В середине 1940-х годов рассматривались 3 основных варианта создания ядерного оружия, различающихся основным делящимся компонентом, соответственно возможны 3 различные ядерные программы:
- урановая (уран-235)
- плутониевая (плутоний-239)
- ториевая (уран-233)

В США реализовывались одновременно урановая и плутониевая программы, в СССР — только плутониевая. Оба этих варианта имели существенные технические сложности. Урановая программа требовала задействовать значительные промышленные мощности по обогащению урана. В свою очередь плутоний, имеющий высокий темп спонтанного распада, не позволяет создавать ядерное оружие по пушечной схеме, что требовало применения сложной и потенциально ненадёжной имплозивной схемы. Уран-233 лишён этих недостатков. Он, подобно плутонию, может нарабатываться в ядерных реакторах, но, подобно урану-235, имеет низкий темп спонтанного распада. Это позволяет использовать уран-233 в боезарядах, реализованных по пушечной схеме.
К середине 1960-х годов ситуация начала постепенно меняться. Было построено достаточно много заводов по обогащению урана, также было создано и отлажено достаточно много боезарядов, использующих плутоний. С производством урана-233 связан также нежелательный побочный продукт — уран-232, заметно осложняющий производство оружия.
Позже были обнаружены богатые месторождения урана, и по совокупности факторов интерес к ториевым боезарядам начал постепенно угасать.

### Энергетика
В 1960-х в США был построен ториевый реактор LFTR Molten-Salt Reactor Experiment (Ок-Риджская национальная лаборатория)
Также, если в годы создания первых ядерных реакторов уран считался редким элементом, то за прошедшие с тех пор десятилетия были обнаружены его обширные месторождения. В связи с этим, если использовать реакторы-размножители, то запасы урана для нужд энергетики можно считать практически неисчерпаемыми.
В то же время запасы тория в несколько раз больше запасов урана, и изучаются перспективные возможности по применению тория как в открытых, так и закрытых ядерных циклах.
Широкому использованию тория в качестве ядерного сырья препятствует его большая, по сравнению с ураном, рассеянность — торий не образует богатых[уточнить] месторождений, технология его извлечения из руд сложнее. Кроме того, наряду с ураном-233, образуется уран-232, который, распадаясь, даёт гамма-активные ядра изотопов висмут-212 и таллий-208, усложняющие производство ТВЭЛов.
В XX веке возобладали урановые реакторы. В итоге небольшое количество экспериментальных ториевых реакторов были закрыты, так и дойдя до коммерческой эксплуатации. После этого многие годы не было построено ни одной станции подобного типа. И почти все последующие реакторы стали использовать в качестве топлива уран и воду вместо расплавленной соли и тория. 
В 2011 году в Китая запустили исследовательскую программу по жидкосолевым ториевым реакторам. В 2018 году начали строительство первого в стране исследовательского реактора на основе тория. В 2023 году реактор TMSR-LF1 был успешно введён в эксплуатацию. Позже в стране анонсировали начало строительства в 2025 году уже коммерческой АЭС на основе тория, что должно стать первой в мире подобно коммерческой АЭС.